# Estación de Palmela
La Estación Ferroviária de Palmela, también conocida como Estación de Palmela, es una plataforma de ferrocarriles de la Línea del Sur, que se sitúa en el ayuntamiento de Palmela, en Portugal.

## Descripción

### Vías y plataformas
En enero de 2011, contaba con dos vías de circulación, ambas con 248 metros de longitud, y que no poseían ningún tipo de plataformas.

## Historia

### sigloXIX
El tramo entre las estaciones de Pinhal Novo y Setúbal de la Línea del Sur, donde se inserta esta plataforma, entró en servicio el 1 de febrero de 1862.